# Guldkalven

Guldkalven am Rathausplatz in Fredericia

Guldkalven (deutsch Goldenes Kalb) ist eine Skulptur auf dem Rathausplatz der dänischen Stadt Fredericia.

## Geschichte
Guldkalven ist eine acht Meter hohe mit 24 Karat Blattgold beschichtete Kupferskulptur, die von dem dänischen Künstler Jens Galschiøt geschaffen wurde. Das Goldene Kalb wurde erstmals 2005 in der belgischen Stadt Gent im Zusammenhang mit einer Kampagne gegen die unethischen Investitionen gieriger Banken in der Rüstungsindustrie und in Entwicklungsländern gezeigt. Galschiøts Forderung war, mehr über das Handeln nachzudenken und mehr Verantwortung füreinander zu übernehmen.
2007 kam die Figur im Zusammenhang mit dem „Jahr der Industriekultur“ nach Fredericia, als die von 2007 bis 2015 bestehende Kulturgruppe „Agenda 7000“ in Zusammenarbeit mit Jens Galschiøt eine Ausstellung im Kastellet mit 16 seiner bedeutendsten Skulpturen aus dem In- und Ausland veranstaltete. Damals musste das Goldene Kalb allein auf dem Rathausplatz stehen, da es mit seiner Höhe von acht Metern und den sehr dünnen Beinen nicht für den vorgesehenen Standort im Kastellet geeignet war.
Nach einem Unwetter noch im Jahr 2007 mussten die hohen, dünnen Beine abgestützt werden, sodass die Skulptur nun mit festen Beinen vor dem Rathaus steht.
Während der Finanzkrise 2007/2008 war das Goldene Kalb hochaktuell. Bei der Eröffnung der Ausstellung sagte der Künstler:

„Stort set alle uanset partifarve var enige om, at der blev danset lidt for ivrigt om guldkalven i finanskrise årene, og at det var grunden til den værste finansielle krise i mange år.“

„Nahezu alle, egal welcher Parteizugehörigkeit, waren sich einig, dass in den Jahren der Finanzkrise etwas zu viel um das Goldene Kalb getanzt wurde und dass dies der Grund für die schwerste Finanzkrise seit vielen Jahren war.“

## Sinnbild
Die Symbolik des Goldenen Kalbs basiert auf der biblischen Geschichte von der Gier des Menschen und seiner Anbetung von Gold, die zu menschlichen Katastrophen führt.

## Reaktionen
Das Goldene Kalb auf dem Rathausplatz ist in Fredericia ein spektakuläres und umstrittenes Kunstwerk. Die Skulptur löste bei den Menschen in der Innenstadt sowohl Freude als auch das Gegenteil aus. Es folgten viele Debatten, aber die Menschen glauben, dass dies genau die Idee der Kunst ist und sie erst dadurch lebendig wird. Sonst hätten sich die weisen Männer und Frauen der Stadt wahrscheinlich nie in die Skulptur verliebt und entschieden, dass es an diesem Ort in der Stadt bleiben sollte.